# Гільда Карлен
Гільда Карлен (швед. Hilda Maria Carlén, нар. 13 серпня 1991) — шведська футболістка, срібна призерка Олімпійських ігор 2016 року.

## Виступи на Олімпіадах
| Олімпіада           | Дисципліна | Місце |
| ------------------- | ---------- | ----- |
| Ріо-де-Жанейро 2016 | футбол     | 2     |

## Зовнішні посилання
- Гільда Карлен — олімпійська статистика на сайті Sports-Reference.com (англ.) (архівна версія)